# راي ويستون
راي ويستون (بالإنجليزية: Ray Weston)‏ هو طبال بريطاني، ولد في 20 يناير 1954 في غلاسكو في المملكة المتحدة.

## وصلات خارجية
- راي ويستون على موقع ميوزك برينز (الإنجليزية)
- راي ويستون على موقع ديسكوغز (الإنجليزية)